# Iteuthelaira chaetosa
Iteuthelaira chaetosa är en tvåvingeart som beskrevs av Townsend 1929. Iteuthelaira chaetosa ingår i släktet Iteuthelaira och familjen parasitflugor. Inga underarter finns listade i Catalogue of Life.